# 今池南
今池南（いまいけみなみ）は、愛知県名古屋市千種区の地名。丁番を持たない単独町名である。住居表示実施。

## 地理
名古屋市千種区南西部に位置する。東は春岡二丁目、西は今池三丁目、南は千種通・大久手町・小松町・青柳町・春岡通、北は今池五丁目に接する。

## 歴史

### 町名の由来
当地が今池の南に位置することによる。

### 沿革
- 1984年（昭和59年）5月5日 - 千種区千種町・春岡通・青柳町・小松町・大久手町・千種通の各一部により、同区今池南として成立[1]。

## 世帯数と人口
2019年（平成31年）1月1日現在の世帯数と人口は以下の通りである。
| 町丁   | 世帯数    | 人口    |
| ------ | --------- | ------- |
| 今池南 | 1,233世帯 | 2,078人 |

### 人口の変遷
国勢調査による人口の推移
| 1995年（平成7年）  | 1,798人 | [ WEB 6 ]  |  |
| 2000年（平成12年） | 1,979人 | [ WEB 7 ]  |  |
| 2005年（平成17年） | 2,167人 | [ WEB 8 ]  |  |
| 2010年（平成22年） | 2,253人 | [ WEB 9 ]  |  |
| 2015年（平成27年） | 2,322人 | [ WEB 10 ] |  |

## 学区
市立小・中学校に通う場合、学校等は以下の通りとなる。また、公立高等学校に通う場合の学区は以下の通りとなる。なお、小・中学校は学校選択制度を導入しておらず番毎で各学校に指定されている。
| 小学校                                    | 中学校                                    | 高等学校 |
| ----------------------------------------- | ----------------------------------------- | -------- |
| 名古屋市立春岡小学校 名古屋市立千種小学校 | 名古屋市立若水中学校 名古屋市立今池中学校 | 尾張学区 |

## 施設
- 大久手郵便局[2]
- 愛知信用金庫[2]
- 真宗大谷派蓮生寺[2]
- 春岡保育園

- 愛知信用金庫大久手支店
- 蓮生寺
- 春岡保育園

## 交通
- 名古屋市道名古屋環状線

## その他

### 日本郵便
- 郵便番号 : 464-0851[WEB 3]（集配局：千種郵便局[WEB 13]）。

### WEB
1. ↑  “愛知県名古屋市千種区の町丁・字一覧”.   人口統計ラボ. 2017年6月18日閲覧。
2. 1 2  “町・丁目(大字)別、年齢(10歳階級)別公簿人口(全市・区別)”.   名古屋市 (2019年1月23日). 2019年1月23日閲覧。
3. 1 2  “郵便番号”.  日本郵便. 2019年1月6日閲覧。
4. ↑  “市外局番の一覧”.   総務省. 2019年1月6日閲覧。
5. ↑  名古屋市役所市民経済局地域振興部住民課町名表示係 (2015年10月21日). “千種区の町名”.   名古屋市. 2017年6月18日閲覧。
6. ↑  総務省統計局 (2014年3月28日). “平成7年国勢調査の調査結果(e-Stat) - 男女別人口及び世帯数 －町丁・字等” (CSV). 2019年4月27日閲覧。
7. ↑  総務省統計局 (2014年5月30日). “平成12年国勢調査の調査結果(e-Stat) - 男女別人口及び世帯数 －町丁・字等” (CSV). 2019年4月27日閲覧。
8. ↑  総務省統計局 (2014年6月27日). “平成17年国勢調査の調査結果(e-Stat) - 男女別人口及び世帯数 －町丁・字等” (CSV). 2019年4月27日閲覧。
9. ↑  総務省統計局 (2012年1月20日). “平成22年国勢調査の調査結果(e-Stat) - 男女別人口及び世帯数 －町丁・字等” (CSV). 2019年4月27日閲覧。
10. ↑  総務省統計局 (2017年1月27日). “平成27年国勢調査の調査結果(e-Stat) - 男女別人口及び世帯数 －町丁・字等” (CSV). 2019年4月27日閲覧。
11. ↑  “市立小・中学校の通学区域一覧”.   名古屋市 (2018年11月10日). 2019年1月14日閲覧。
12. ↑  “平成29年度以降の愛知県公立高等学校（全日制課程）入学者選抜における通学区域並びに群及びグループ分け案について”.   愛知県教育委員会 (2015年2月16日). 2019年1月14日閲覧。
13. ↑  郵便番号簿 平成29年度版 - 日本郵便. 2019年01月06日閲覧 (PDF)

### 書籍
1. 1 2  名古屋市計画局 1992, p. 725.
2. 1 2 3 4 5  「角川日本地名大辞典」編纂委員会 1989, p. 1464.

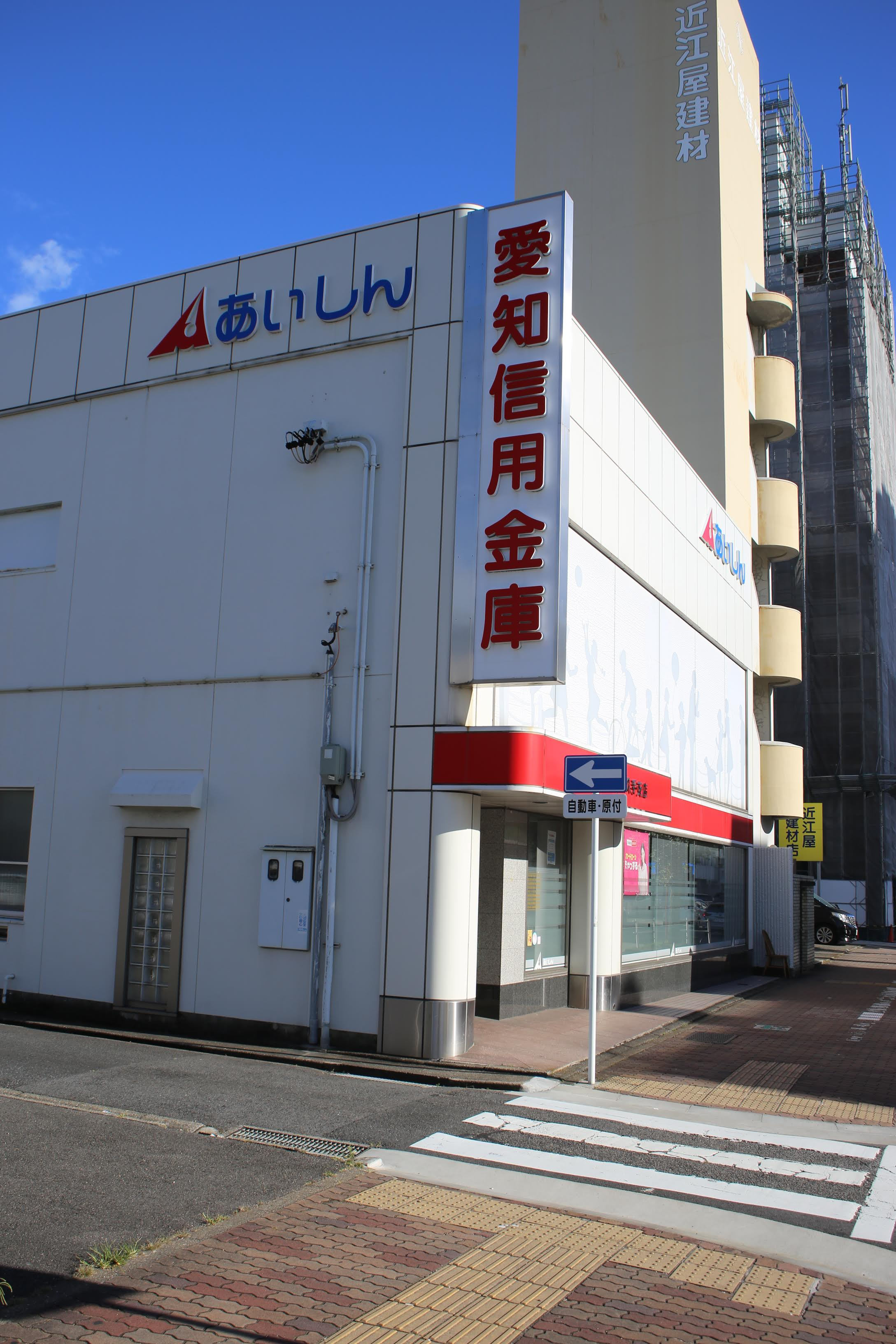
愛知信用金庫大久手支店
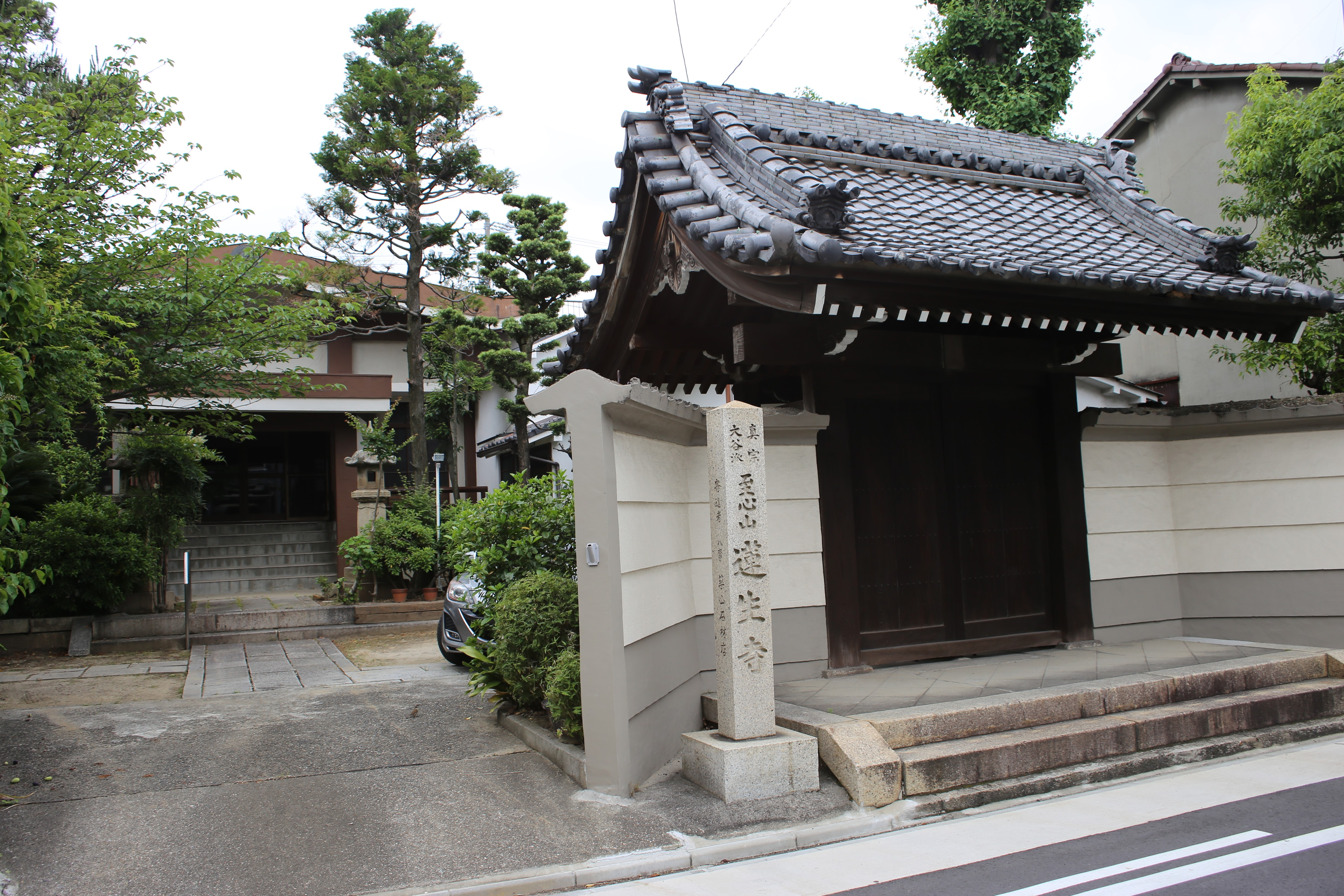
蓮生寺
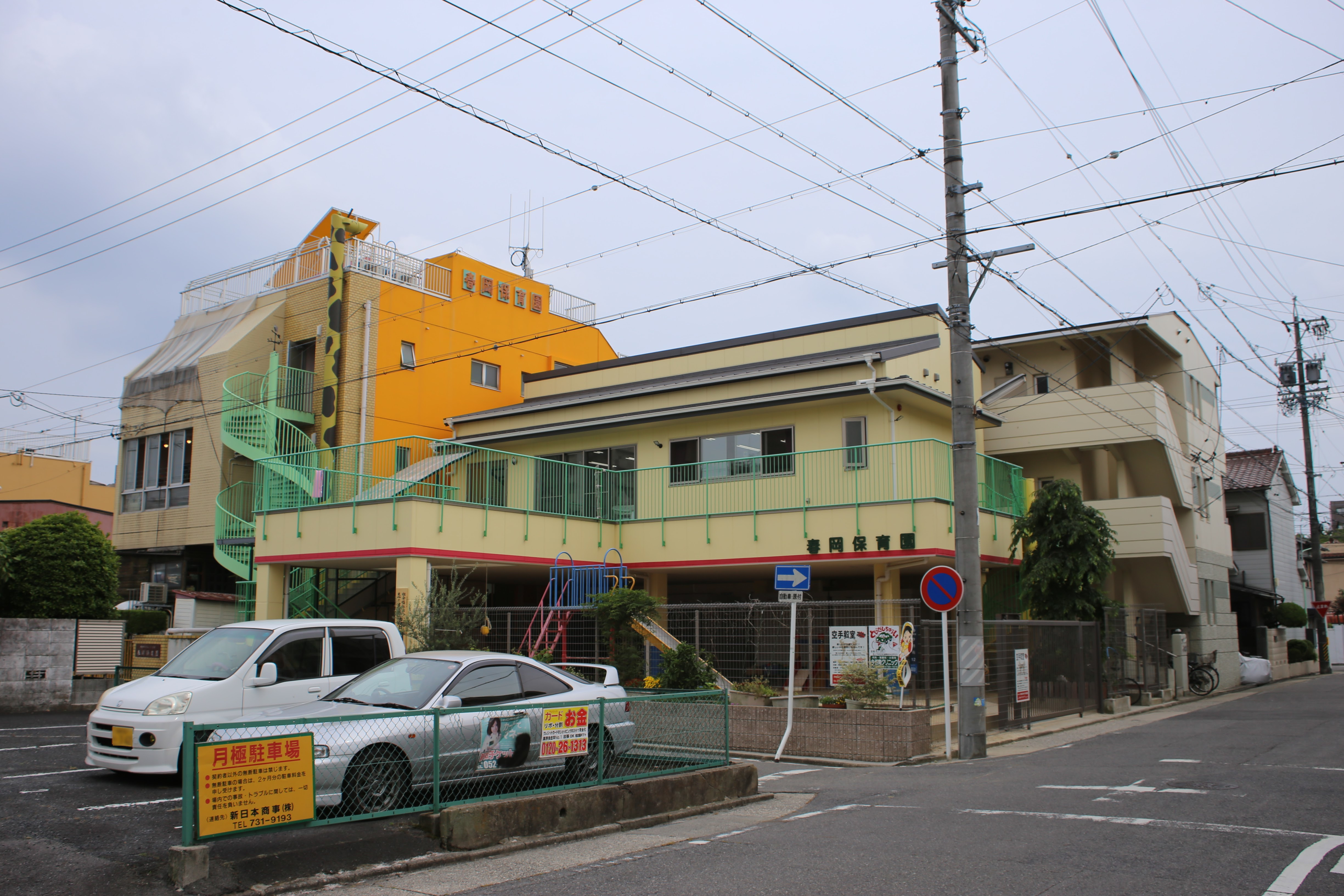
春岡保育園

3. ↑  名古屋市計画局 1992, p. 97.